# 雪幻-winter dust-
「雪幻-winter dust-」（ウィンター･ダスト）は、1999年11月17日にリリースされたthe end of genesis T.M.R.evolution turbo type Dの3枚目のシングル。発売元はアンティノスレコード。

## 概要
- 「the end of genesis T.M.R.evolution turbo type D」名義でリリースされた最後のシングル。累計売上は16.9万枚（オリコン調べ）を記録した[1]。
- T.M.R-eのシングル三部作は「T.M.Revolution（T.M.R.）の封印とその解除」を段階的に表しており、色々な制限を敢えて設けてプロモーションしていた。前々作、前作とその制限の度合いを緩めており、今作では前2作の様な制限は設けていない。

## 収録曲
全曲作詞：井上秋緒　作曲・編曲：浅倉大介
1. 雪幻-winter dust-
出版社：ソニー・ミュージックアーティスツ
2. Nocturne～GEKKOH～Chapter#02
出版社：ソニー・ミュージックアーティスツ
3. 雪幻-winter dust- Backtrack

## 収録アルバム
- Suite Season (#1,#2)